# Écluse de Bagnas
L'écluse de Bagnas est la dernière écluse à chambre unique du canal du Midi avant Sète fin du canal. Construite vers 1676, elle se trouve à 235,2 km de Toulouse à 2 m d'altitude, entre l'étang de Thau à l'est et l'Hérault puis l'écluse de Prades à l'ouest.
Elle est située sur la commune d'Agde dans le département de l'Hérault en région Occitanie.